# پیتر برادریک
پیتر برادریک (انگلیسی: Peter Broderick؛ زادهٔ ۲۰ ژانویهٔ ۱۹۸۷) موسیقی‌دان اهل ایالات متحده آمریکا است.